# (2396) Kochi
(2396) Kochi ist ein Asteroid des Hauptgürtels, der am 9. Februar 1981 vom japanischen Astronomen Tsutomu Seki am Geisei-Observatorium (IAU-Code 372) entdeckt wurde.
Benannt wurde er nach der Stadt Kōchi, dem Verwaltungssitz der Präfektur Kōchi auf der japanischen Insel Shikoku, in der der Entdecker des Asteroiden geboren wurde. Die Stadt ist Standort der Burg Kōchi, die keine Replik der Nachkriegszeit, sondern in Teilen im Originalzustand erhalten ist.